# Daniel Henry Rucker
Pour les articles homonymes, voir Rucker.
Daniel Henry Rucker, né le 28 avril 1812 à Belleville (New Jersey), mort le 6 janvier 1910 à Washington, était un militaire de carrière de l'US Army.

## Biographie
Il servit comme officier sur la frontier, puis lors de la guerre américano-mexicaine, où il se distingua lors de la bataille de Buena Vista, et enfin, lors de la guerre de Sécession pendant laquelle il obtint le grade de major-général le 13 mars 1865. Peu avant sa retraite, 23 février 1882, après 44 ans de service, il fut nommé Quartermaster general de l'Armée. Il repose au Cimetière national d'Arlington.
Sa fille Irene épousa Philip Sheridan.